# Niżnonowogrodzki Państwowy Uniwersytet Pedagogiczny im. Kuźmy Minina
Niżnonowogrodzki Państwowy Uniwersytet Pedagogiczny im. Koz'my Minina (ros. Нижегородский государственный педагогический университет имени Козьмы Минина) – rosyjska państwowa wyższa uczelnia pedagogiczna w Niżnym Nowogrodzie.